# Gakuryū Ishii
Gakuryū Ishii  (石井 岳龍?, Ishii Gakuryū), noto anche con lo pseudonimo di Sōgo Ishii (石井 聰互?, Ishii Sōgo; Otaru, 15 gennaio 1957), è un regista giapponese.

## Filmografia

### Cinema
- Kōkō dai panic (高校大パニック?) - cortometraggio (1976)
- 1/880000 no kodoku (1/880000の孤独?, Hachijū hachi man bun no ichi no kodoku) (1977)
- Totsugeki! Hakata gurentai (突撃！博多愚連隊?) (1978)
- Kōkō dai panic (高校大パニック?) (1978); remake del corometraggio del 1976, co-regia di Yukihiro Sawada
- Crazy Thunder Road (1980)
- Shuffle (シャッフル?) - cortometraggio (1981)
- Bakuretsu toshi (爆裂都市?) (1982)
- Asia no gyakushū (アジアの逆襲?) - cortometraggio (1983)
- Gyakufunsha kazoku (逆噴射家族?) (1984)
- Shiatsu Oja - cortometraggio (1989)
- Private 8mm Film Live Diary 81-86 (1989)
- Angel Dust (1994)
- Mizu no naka no hachigatsu (1995)
- Labyrinth of Dreams (1997)
- Gojō reisenki (五条霊戦記?) (2000)
- Electric Dragon 80000 V (2001)
- Dead End Run (2003)
- Kyōshin (鏡心?) (2004)
- Digital Short Films by Three Filmmakers 2004, co-regia di Bong Joon-ho e Nelson Lik-wai Yu (2004) - (segmento "Mirrored Mind")
- 60 Seconds of Solitude in Year Zero, co-regia collettiva (2011)
- Ikiterumono wa inai noka (生きてるものはいないのか?) (2012)
- Shanidar no hana (シャニダールの花?) (2013)
- Sore dake (ソレダケ?) (2015)
- Mitsu no aware (蜜のあわれ?) (2016)
- Punk-zamurai, kirarete sōrō (パンク侍、斬られて候?) (2018)

### Televisione
- 1/2 Mensch - documentario TV (1986)
- Tokyo Blood - film TV (1993)
- Shiritsu tantei Hama Maiku  - serie TV (2002)
- Neo Ultra Q - miniserie TV, episodi 1x1-1x4-1x8 (2013)